# 阿拉巴马西部铁路
阿拉巴马西部铁路（英語：Western Railway of Alabama，报告代码：WA）是美国南部历史上的一家铁路公司，其起源可追溯至1860年。当时，蒙哥马利和西点铁路（Montgomery & West Point Railroad）的所有者为扩展业务，决定向西修建一条从阿拉巴马州蒙哥马利至塞尔马的铁路，并将其命名为阿拉巴马西部铁路。1870年，随着该铁路的建成，蒙哥马利和西点铁路被并入阿拉巴马西部铁路，形成了一条从塞尔马延伸至佐治亚州西点的铁路。这条铁路途经奥本，并在欧佩莱卡与佐治亚中央铁路的哥伦布至伯明翰铁路交汇，成为连接阿拉巴马州与佐治亚州的重要交通纽带。
1875年，佐治亚铁路与银行公司、佐治亚中央铁路联合租赁了阿拉巴马西部铁路。到19世纪末，佐治亚铁路与银行公司、亚特兰大和西点铁路、阿拉巴马西部铁路三家公司开始由路易斯维尔和纳什维尔铁路和佐治亚中央铁路通过联合租赁的方式控制。1886年，亚特兰大和西点铁路、阿拉巴马西部铁路两家铁路正式以“西点路线”（West Point Route）的名义联合营运，成为连接佐治亚州亚特兰大与阿拉巴马州塞尔玛的重要运输通道。这一名称并非指代某条具体铁路，而是两家铁路公司为加强市场推广而采用的品牌名称。尽管两家铁路在法律上保持独立，但在实际营运中几乎被视为一体，并与母公司向西延伸的铁路协同运作。1944年，西点路线被大西洋海岸线铁路完全控制后，在运作上仍保持较高的独立性。
1967年，大西洋海岸线铁路与海岸航空线铁路合并为海岸沿海线铁路。1972年，阿拉巴马西部铁路与其关联企业——亚特兰大和西点铁路、佐治亚铁路与银行公司一同被纳入家族铁路系统（Family Lines System）。该系统还包括海岸沿海线铁路、路易斯维尔和纳什维尔铁路和克林奇菲尔德铁路。1983年，这些铁路被整合为海岸系统铁路，并于1986年与切西系统合并，最终形成如今的CSX运输公司。